# Прапор Кустина (Рівненський район)
Прапор Кустина — офіційний символ села Кустин, Рівненського району Рівненської області, затверджений 17 жовтня 2001 р. рішенням сесії Кустинської сільської ради. 
Автори — А. Гречило та Ю. Терлецький.

## Опис
Квадратне полотнище, розділене по діагоналі з верхнього вільного кута на два рівні трикутні поля; у верхньому червоному білий лапчастий хрест, у нижньому жовтому — зелена гілочка ліщини з двома листочками та трьома жовтими горішками у зелених обгортках.

## Значення символів
Білий хрест підкреслює розташування села на Волині, а зелена гілочка куща ліщини є асоціативним символом, що вказує на одну з версій про походження назви поселення від кущів, у гущавині яких воно, за місцевими переказами, мало виникнути.